# Kate Stoneman
Kate Stoneman, född 1841, död 1925, var en amerikansk rösträttsaktivist. 
Hon är inkluderad i National Women's Hall of Fame. 